# Voz da Verdade
Voz da Verdade é uma banda brasileira de música cristã contemporânea, fundada em 1978. O grupo é parte da instituição religiosa Ministério Voz da Verdade. É uma das bandas religiosas em maior tempo em atividade no Brasil, com mais de 45 anos de carreira. Voz da Verdade já lançou 35 discos e 22 álbuns de vídeo. Em 2006, o grupo recebeu o título de banda Top do Século.
A banda tornou-se nacionalmente conhecida através das músicas "4.ª Dimensão", "Lute", "Sou Um Milagre", "Pra Quê?", "Projeto No Deserto", "Além do Rio Azul" e "O Escudo", sendo esta última o maior hit do grupo. Sendo também reconhecida por ter uma diversidade de influências e estilos adotada em seus álbuns, tais como Rock, Pop, Jazz, Caribenho, Hip Hop, Country, Metal sinfônico, dentre outros. Foram indicados por vários anos em diversas categorias do Troféu Talento e Troféu Promessas. Cantores como Arautos do Rei, KLB, Marcelo Rossi, Rose Nascimento, Agnaldo Timóteo e Chris Durán já regravaram suas canções.

## História

### Início (1978–1981)
Tudo teve início em 1973, quando Carlos Moysés e José Luiz tiveram a ideia de formar uma banda, tocando em casa e igrejas, e a partir daí começaram a ser chamados para apresentarem-se também em alguns eventos evangelísticos. Foi somente em 1978, com o incentivo de sua avó Concheta, que eles aperfeiçoaram seus talentos e gravaram o primeiro LP da banda, intitulado "Quem é o Caminho?", que foi lançado na cidade de Santo André. Nessa época, ainda chamada de "A Voz da Verdade", a banda emplacou seu primeiro sucesso, "Jesus Vive".
No ano seguinte veio o segundo LP, "Consumado", que foi o primeiro a contar com um show de lançamento, que se tornaria uma marca registrada do conjunto. O lançamento ocorreu num sindicato de Santo André, em duas noites. Em 1981, veio o LP "Linda Manhã", contendo os sucessos "Pra Nunca Mais Chorar" e "Ele Virá". Carlos Moysés se torna o líder do Grupo, e seu pai Fued Moysés, pastor líder do ministério, se faz presente ministrando nos shows e apresentações do conjunto a partir do lançamento do terceiro LP, no Teatro Conchita Moraes de Santo André.

### Consolidação (1982–1993)
A partir do LP "Livre", em 1982, novos integrantes vieram, e formaram o vocal que seguiria até 1993; com Jurandir, Márcia, Daise, Deise, Rosa, Rita, além de Elizabeth, Alberto e Liliani, que já estavam no grupo. Deste LP se destacou a música "A Luz do Justo". Em 1983, no LP "Encontro Eterno", Evaristo Fernandes, então com doze anos de idade iniciou suas atividades no grupo, tocando baixo na música "Nome Excelso". Nas outras músicas, era André Paolilo o baixista da banda, que começou no primeiro LP. Em meados de 1985 e 1986, ele apresentou sintomas de Polineuropatia amiloidótica familiar, vindo a falecer em 1987 e forçando-o a deixar o conjunto pela doença após a gravação do LP "Facho de Luz", o primeiro a ser lançado no Palácio do Anhembi Parque. Ibsen Batista veio a ser o baixista da banda, assumindo o lugar de Paulo Grégio que, por sua vez passou a ser violonista da banda. No ano de 1985, Leonel falece então seu irmão Luciano no mesmo ano substitui na bateria.
No ano de 1987, é lançado o disco "Sangue Cor Púrpura", responsável pelos sucessos "Sangue Cor Púrpura", "Deus" e "Liberdade". No dia de lançamento, foi forçado um segundo show, visto que veio o dobro de público esperado no Palácio do Anhembi devido ao sucesso da faixa tema do disco. No ano seguinte, o conjunto emplaca definitivamente no mercado da música sacra no Brasil com o LP "Além do Rio Azul", que foi lançado pela primeira vez no Ginásio do Ibirapuera. Em 1990, o show de lançamento do LP "Um Grito de Liberdade" foi o primeiro show de música sacra a ser lançado em VHS para venda comercial no Brasil. O investimento de US$ 35 mil da época na estrutura obrigou o conjunto a cobrar ingresso a partir de então.

### Auge (1994–2005)
Uma viagem do conjunto a Israel em setembro de 1993 marcou seus integrantes, e nesta viagem veio a inspiração para as músicas do álbum "Não é Tarde Demais", que marca uma nova etapa na história do conjunto, com uma linguagem mais jovem e pentecostal. Neste álbum, Samuel Moysés, filho de Carlos Moysés, entra no grupo como backing vocal. A vendagem de seus discos começa a crescer de maneira vertiginosa, chegando a 1997 com o CD "Coração Valente", o primeiro a vender mais de 1 milhão de cópias. Neste CD Samuel fez sua primeira participação como solista, cantando a música "Porto Desejado", e se torna o novo guitarrista da banda. Em 1999, a banda lança "O Espelho" e cresce com a estreia das vocalistas Lílian Moisés cantando "Impossível" com sua avó Isa, e Lydia Moisés cantando "Esconderijo" com seu pai José Luiz. No álbum "Quando Deus se Cala", Lilian e Lydia já atuavam na banda apenas como backing vocal.
Em 2000, a banda lançou uma coletânea intitulada "Melhores Momentos", reunindo alguns dos sucessos da banda até então. Neste mesmo ano foi lançado o álbum "Deus Dormiu lá em Casa", no qual Daniel Moysés fez uma participação como baterista na música "Vale de Decisão". Em 2001, o show do lançamento deste álbum foi o primeiro a ser lançado em DVD. No ano seguinte, o baterista Luciano Zanirato, que era irmão do baterista Leonel Zanirato que havia falecido, não pôde continuar a participar do grupo por causa de mudança de cidade. A partir do álbum "Projeto no Deserto", o baterista do grupo foi Daniel, também filho de Carlos Moysés. A musicalidade do Voz da Verdade passa a sofrer algumas alterações por influência de Samuel Moysés, e de seu irmão Daniel Moysés.
Em 2002, no álbum "Somos mais que Vencedores", Sara Moisés, filha de José Luiz e Rita, ingressa na banda como backing vocal e faz a segunda voz na faixa "Debaixo das Asas", ao lado de seu primo Samuel. O show de lançamento deste álbum foi o primeiro a ser feito na antiga casa de shows Via Funchal, depois de quase quinze anos no Ibirapuera.
Em 2003, ano das bodas de prata, é lançada a coletânea "Os Três Primeiros", onde foram regravadas as faixas dos três primeiros álbuns da banda. Foi lançado também o álbum "O Melhor de Deus está por Vir", disco mais vendido da história do conjunto (1,5 milhão de cópias), e que contém o maior sucesso da banda, "O Escudo".
Em 2004, antes do início das gravações do álbum "Sonhos", o percussionista Leandro Zanirato faleceu devido a um infarto fulminante. Isa Moysés, esposa do pastor Fued Moysés, também não participou do álbum, deixando o grupo para cuidar do marido. No ano seguinte, Fued faleceu, e a Igreja Voz da Verdade começa a ser liderada por Carlos Moysés.
Em 2005, lançam o álbum "Ainda Estou Aqui", o primeiro a ser lançado após o falecimento de Fued.

### Mudanças e atualidade (2006–atualidade)
Em 2006, o grupo vence a indicação de Banda do Ano junto com Oficina G3 no Troféu Talento. No dia 9 de junho do mesmo ano, o grupo recebeu uma premiação, e foram intitulados como a Banda Gospel Top do Século, na Câmara dos Deputados, em Brasília, onde foi entregue uma placa de prata para a Lílian Moisés que estava representando todo o conjunto. A homenagem foi de iniciativa do Senador Paulo Otávio e a solenidade foi presidida pelo Bispo Robson Rodovalho da Rede Gênesis de Televisão da Igreja Sara Nossa Terra.
Na páscoa do mesmo ano, a integrante Lydia Moisés sofre um grave acidente de carro. Durante sua internação, Carlos Moysés compôs a canção "Teatro da Vida" especialmente para ela, que gravou a faixa no álbum "Filho de Leão", o último a ser lançado no Via Funchal em 2007.
Em 2008, o grupo grava seu CD e DVD comemorativo dos trinta anos de existência, gravado ao vivo na Estância Árvore da Vida, em Sumaré. O show contou com regravações de músicas antigas como "Imagem de Deus", "Além do Rio Azul", "Coração Valente", "O Escudo", entre outras. Teve ainda participação especial do cantor PG na música "Vencendo Batalhas" e de Marquinhos Gomes tocando saxofone e cantando a música "Debaixo das Asas".
Em 2009 é lançado o álbum "Chuva de Sangue". Sua versão em DVD foi gravada no Ginásio do Ibirapuera após oito anos da última gravação no recinto esportivo. Em 4 de agosto de 2010, a vocalista Lílian Moisés, filha da tecladista Célia e do falecido baixista André Paolilo, não resistiu a um transplante de fígado realizado no dia 27 de julho de 2010 no centro cirúrgico do Hospital Israelita Albert Eistein. A operação foi necessária pois a cantora tinha polineuropatia.[carece de fontes?] Alguns dias após, no dia 29 de agosto, o Pastor Nelson Zanirato, apresentador do grupo também morre. Estes fatos fizeram que a tradição de lançar um trabalho por ano, que começou em 1981, fosse interrompido.
No final de 2011, o conjunto lançou o disco "Eu Acredito", o 32º álbum da banda, o primeiro após o falecimento de Lilian, e foi o último álbum com José Luiz, sua esposa Rita e suas filhas Lydia e Sara, na composição da banda, devido ao duplo pastoreio da Igreja Voz da Verdade que assumiram em Alphaville e Sorocaba.
Em 2012, o DVD "Eu Acredito" foi gravado ao vivo no Goiânia Arena, sendo a primeira vez que a banda realiza um lançamento fora de São Paulo.
Pela segunda vez, em 2013, a banda Voz da Verdade se reúne na Estância Árvore da Vida, em Sumaré para comemorar e registrar o DVD dos 35 anos de banda. Neste dia Carlos Moysés cantou sua primeira composição: "Meu Melhor Amigo" e um medley das primeiras canções gravadas. Ele recebeu das mãos do Pastor Daltro, vice-presidente da Convenção Nacional Unicista Brasileira (CNUB), uma placa de homenagem e reconhecimento a este ministério de louvor e adoração.
Em 2014, o Pastor Carlos participa do Programa Raul Gil do SBT, recebendo uma homenagem em nome da banda Voz da Verdade pelos 35 anos de história, onde vários cantores como Marquinhos Gomes e PG fizeram suas homenagens, além do bispo Samuel Ferreira. No mesmo dia, a banda recebe da MCK uma placa de reconhecimento referente às 5 milhões de cópias vendidas entre LPs, CDs e DVDs.
Em 2015, o conjunto lançou o álbum "Heróis". Sua versão em DVD foi gravado no Ginásio da Ibirapuera, e foi o primeiro show de lançamento em que a banda não cobrou ingresso em 25 anos.
Em 2018, a banda lançou "Até Aqui eu Cheguei". O repertório foi predominantemente inédito e incluiu a regravação em inglês da canção "O Escudo", do álbum "O Melhor de Deus Está por Vir".
Na madrugada de 24 de maio de 2019 Isa Moysés, fundadora do Ministério, juntamente com seu marido Fued Moysés, falece devido a uma parada cardíaca. Isa já estava internada a algum tempo e faleceu aos 88 anos.
No dia 2 de julho  de 2019, lançam o 22° álbum de vídeo intitulado "Até Aqui Eu Cheguei", gravado no dia 3 de novembro na Estância Árvore da Vida, em Sumaré em comemoração aos 40 anos de banda.
Em novembro de 2023, lançaram nas plataformas digitais seu mais novo disco "Quem sou eu?" em comemoração aos 45 anos da banda.

## Discografia

### Álbuns de Estúdio
- 1978: Quem É o Caminho?
- 1979: Consumado
- 1981: Linda Manhã
- 1982: Livre
- 1983: Encontro Eterno
- 1984: Vem Buscar
- 1985: Facho de Luz
- 1986: Cristo Reina
- 1987: Sangue Cor Púrpura
- 1988: Além do Rio Azul
- 1989: Coração de Cera
- 1990: Um Grito de Liberdade
- 1991: Magnífico
- 1992: Imagem de Deus
- 1993: Não é Tarde Demais
- 1994: Desejo de Vida
- 1995: Os Anjos
- 1996: Majestade
- 1997: Coração Valente
- 1998: Quando Deus se Cala
- 1999: O Espelho
- 2000: Deus Dormiu lá em Casa
- 2001: Projeto no Deserto
- 2002: Somos Mais Que Vencedores
- 2003: O Melhor de Deus está por vir
- 2004: Sonhos
- 2005: Ainda Estou Aqui
- 2006: Filho de Leão
- 2009: Chuva de Sangue
- 2011: Eu Acredito
- 2014: Heróis
- 2018: Até Aqui eu Cheguei
- 2023: Quem Sou Eu?

### Compilações
- 2001: Melhores Momentos
- 2007: Voz de Ouro

### Gravações Ao Vivo
- 2004: O Melhor de Deus Está por Vir
- 2008: 30 Anos (Ao Vivo)
- 2013: Voz da Verdade - 35 Anos
- 2019: Até Aqui Eu Cheguei (Ao Vivo)
- 2022: Ao Vivo em Belém

### Regravações
- 2003: Os Três Primeiros

### Especiais
- 1995: O Homem que Encontrou Jesus no Cinema
- 2021: Ao Vivo no Culto
- 2021: Ao Vivo no Culto 2
- 2021: Ao Vivo no Culto 3
- 2021: Ao Vivo no Culto 4
- 2021: Ao vivo no Culto 5
- 2022: Ao Vivo no Culto 6
- 2022: Ao Vivo no Culto 7

## Videografia

### Em VHS
- 1991: Um Grito de Liberdade (Ao Vivo)
- 1992: Magnífico (Ao Vivo)
- 1993: Imagem de Deus (Ao Vivo)
- 1994: Não é Tarde Demais (Ao Vivo)
- 1995: Desejo de Vida (Ao Vivo)
- 1996: Os Anjos (Ao Vivo)
- 1997: Majestade (Ao Vivo)
- 1998: Coração Valente (Ao Vivo)
- 1999: Quando Deus se Cala (Ao Vivo)
- 2000: O Espelho (Ao Vivo)
- 2001: Deus Dormiu lá em Casa (Ao Vivo)
- 2002: Projeto no Deserto (Ao Vivo)
- 2003: Somos Mais que Vencedores (Ao Vivo)
- 2004: O Melhor de Deus está por Vir (Ao Vivo)
- 2005: Sonhos (Ao Vivo)

### Relançado em DVD
- 2006: Coração Valente - (Ao Vivo) (Remasterizado)
- 2006: Quando Deus se Cala - (Ao Vivo) (Remasterizado)
- 2006: O Espelho - (Ao Vivo) (Remasterizado)

### Em DVD
- 2001: Deus Dormiu lá em Casa (Ao Vivo)
- 2002: Projeto no Deserto (Ao Vivo)
- 2003: Somos Mais que Vencedores (Ao Vivo)
- 2004: O Melhor de Deus está por Vir (Ao Vivo)
- 2005: Sonhos (Ao Vivo)
- 2006: Ainda Estou Aqui (Ao Vivo)
- 2007: Filho de Leão (Ao Vivo)
- 2008: 30 Anos (Ao Vivo)
- 2009: Chuva de Sangue (Ao Vivo)
- 2012: Eu Acredito (Ao Vivo)
- 2015: Heróis (Ao Vivo)
- 2018: Até Aqui eu Cheguei (Ao Vivo)
- 2025: Quem Sou Eu? (Ao Vivo)

## Programa de TV
O grupo tinha um programa na televisão com o mesmo título exibido aos sábados às 13h, na RedeTV!. O programa foi cancelado por tempo indeterminado, porém voltou ao ar no dia 3 de dezembro de 2011, sendo gravado nos estúdios Voz da Verdade na cidade de Santo André, programas esses dirigidos por Carlos Paiva (diácono), e editados por seu filho, Marcos Paiva, carinhosamente chamados de "Bob Pai" e "Bob Filho". Em 2016, o programa deixou de ser transmitido. Em 2018, o programa retornou às transmissões na RedeTV!, inicialmente às 12h, e, posteriormente, no horário das 15h45, com 30 minutos de duração. Em algumas edições, conta-se com a participação de José Luiz.